# ChemBioChem
ChemBioChem - A European Journal of Chemical Biology (abrégé en ChemBioChem) est une revue scientifique à comité de lecture détenue par la ChemPubSoc Europe, une organisation réunissant seize sociétés européennes de chimie. Elle publie des articles de recherche dans les domaines de la biologie chimique, chimie bioorganique, bioinorganique et de la biochimie.
D'après le Journal Citation Reports, le facteur d'impact de ce journal était de 3,06 en 2013. Les directeurs de publication sont Thomas Carell (Université Louis-et-Maximilien de Munich, Allemagne), Donald Hilvert (ETH Zurich, Suisse) et Barbara Imperiali (Massachusetts Institute of Technology, États-Unis).